# 苏州市科学技术协会
苏州市科学技术协会（简称苏州市科协），位于中华人民共和国江苏省苏州市，是一个由中共苏州市委领导，由苏州科技工作者组成的群众组织，是苏州市政协的组成单位。